# Джеймс Віллард
Джеймс Віллард (англ. James Willard; 22 квітня 1893 — 10 червня 1968) — колишній австралійський тенісист.
Перемагав на турнірах Великого шолома в змішаному парному розряді.

## Фінали турнірів Великого шолома

### Одиночний розряд (1 поразка)
| Результат | Рік  | Турнір                | Покриття | Суперник   | Рахунок       |
| --------- | ---- | --------------------- | -------- | ---------- | ------------- |
| Поразка   | 1926 | Чемпіонат Австралазії | Трава    | Джон Гоукс | 6–1, 6–3, 6–1 |

### Парний розряд (2 поразки)
| Результат | Рік  | Турнір              | Покриття | Партнер      | Суперники                | Рахунок            |
| --------- | ---- | ------------------- | -------- | ------------ | ------------------------ | ------------------ |
| Поразка   | 1928 | Чемпіонат Австралії | Трава    | Едґар Мун    | Жан Боротра Жак Брюньйон | 2–6, 6–4, 4–6, 4–6 |
| Поразка   | 1930 | Чемпіонат Франції   | Ґрунт    | Геррі Гопмен | Анрі Коше Жак Брюньйон   | 3–6, 7–9, 3–6      |

### Мікст (2–2)
| Результат | Рік  | Турнір                | Покриття | Партнер       | Суперники                            | Рахунок  |
| --------- | ---- | --------------------- | -------- | ------------- | ------------------------------------ | -------- |
| Перемога  | 1924 | Чемпіонат Австралазії | Трава    | Дафне Акгерст | Есна Бойд Ґар Гоун                   | 6–3, 6–4 |
| Перемога  | 1925 | Чемпіонат Австралазії | Трава    | Дафне Акгерст | Сільвія Ланс-Гарпер Роберт Шлезінґер | 6–4, 6–4 |
| Поразка   | 1926 | Чемпіонат Австралазії | Трава    | Дафне Акгерст | Есна Бойд Джон Гоукс                 | 2–6, 4–6 |
| Поразка   | 1927 | Чемпіонат Австралії   | Трава    | Юта Ентоні    | Есна Бойд Джон Гоукс                 | 1–6, 3–6 |